# Вейнкоп, Давид
Давид Вейнкоп (также известен как Вайнкоп) (нидерл. David Jozef Wijnkoop, 11 марта 1877, Амстердам — 7 мая 1941, Амстердам) — нидерландский политический деятель, коммунист.

## Биография

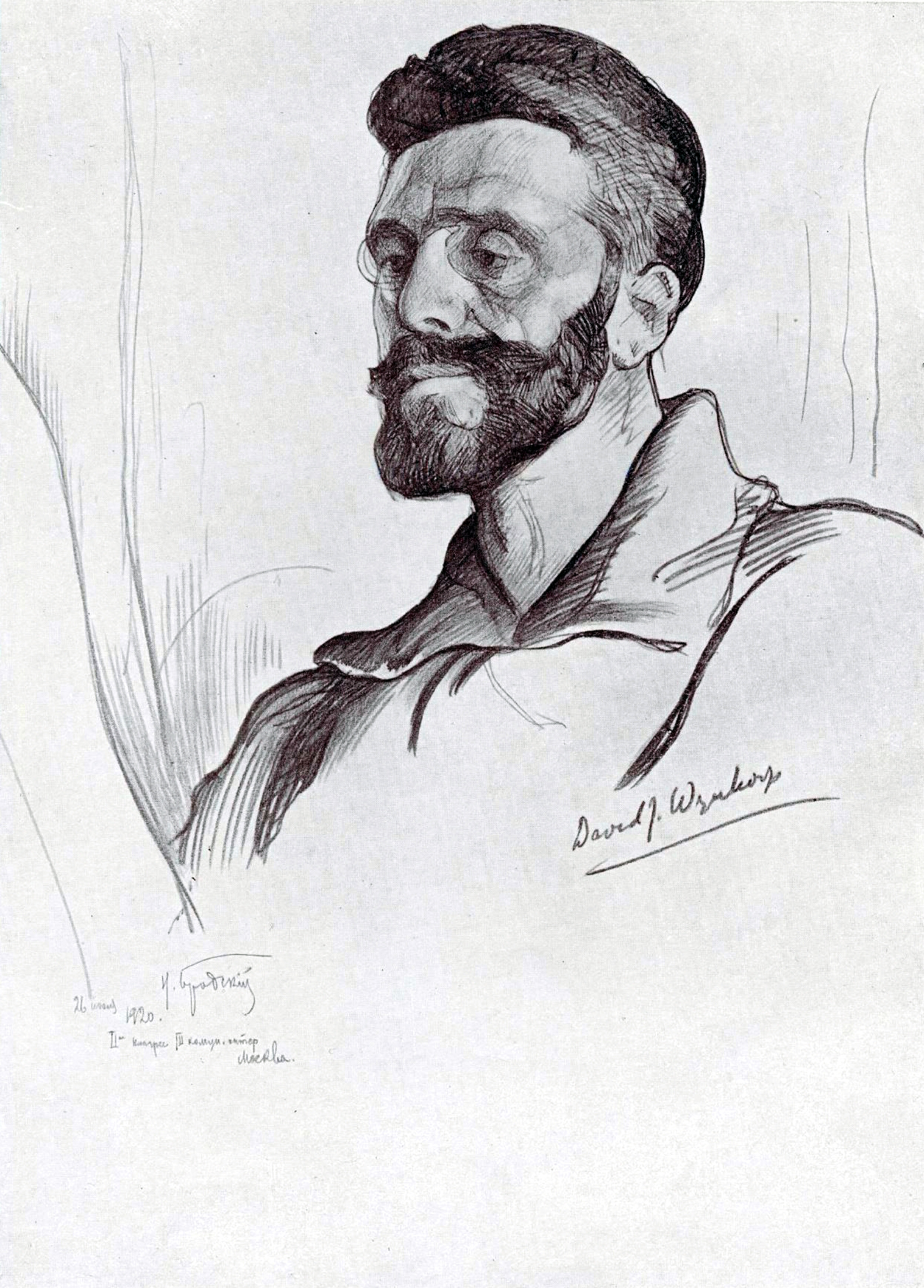
Д. Вейнкоп на Втором конгрессе Коминтерна (1920). Портрет работы И. Бродского

Родился в семье известного либерального раввина Йозефа Вейнкопа в Амстердаме. В 1898 году вступил в Социал-демократическую рабочую партию Нидерландов. Вместе с В. ван Равестейном и Я. Сетоном основал газету «Трибуна» (нидерл. De Tribune), начавшую выходить в октябре 1907 года. «Трибунисты» составляли в партии оппозиционную группу, критикуя руководство партии и в 1909 году были исключены из СДРПН. В том же году они основали Социал-демократическую партию Нидерландов.
В годы первой мировой войны 1914—1918 — «интернационалист». Сотрудничал в теоретическом органе Циммервальдской левой — журнале «Ворбоде» (нидерл. Vorbode, «Предвестник»). В 1918 году избран в парламент Нидерландов. В 1918 участвовал в создании Коммунистической партии Нидерландов, был избран её председателем. На II конгрессе Коммунистического Интернационала избран в Исполком Коминтерна.
В 1925 году выступил против решений Коминтерна по колониальному, профсоюзному и другим вопросам, за что смещен с поста председателя и исключен из партии за «левый уклон». Вместе с другими покинувшими КПГ группами создал Коммунистическую партию Голландии — Центральный комитет (КПГ—ЦК). В 1930 году вместе с большинством КПГ—ЦК вернулся в КПН. С 1935 был членом ЦК КПН. Во время оккупации Нидерландов немецкими захватчиками скрывался с фальшивыми документами под фамилией де Врис. Умер в Амстердаме в 1941 году от сердечного приступа. На его похороны пришло множество людей, в том числе коммунистов, социалистов и евреев, скрывающихся от нацистов.
1. ↑  David Jozef Wijnkoop — 2009.